# Orcein
Orcein (neboli archil, orchil, lakmus, litmus, citrusová červeň 2 či přírodní červeň 28) je fialové přírodní barvivo, které se vyskytuje v některých druzích lišejníků a skládá ze 14 látek.
Orcein se používá jako přídatná látka v potravě a má E kód E121. Jeho registrační číslo CAS je 1400-62-0 a jeho sumární vzorec C28H24N2O7. V krystalické podobě je to tmavě modrá látka. Orcein lze používat jako pH indikátor, v kyselém prostředí má červenou barvu, v neutrálním tmavě modrou až fialovou a v zásaditém modrou (jako pH indikátor je známější pod názvem lakmus).

## Složky orceinu

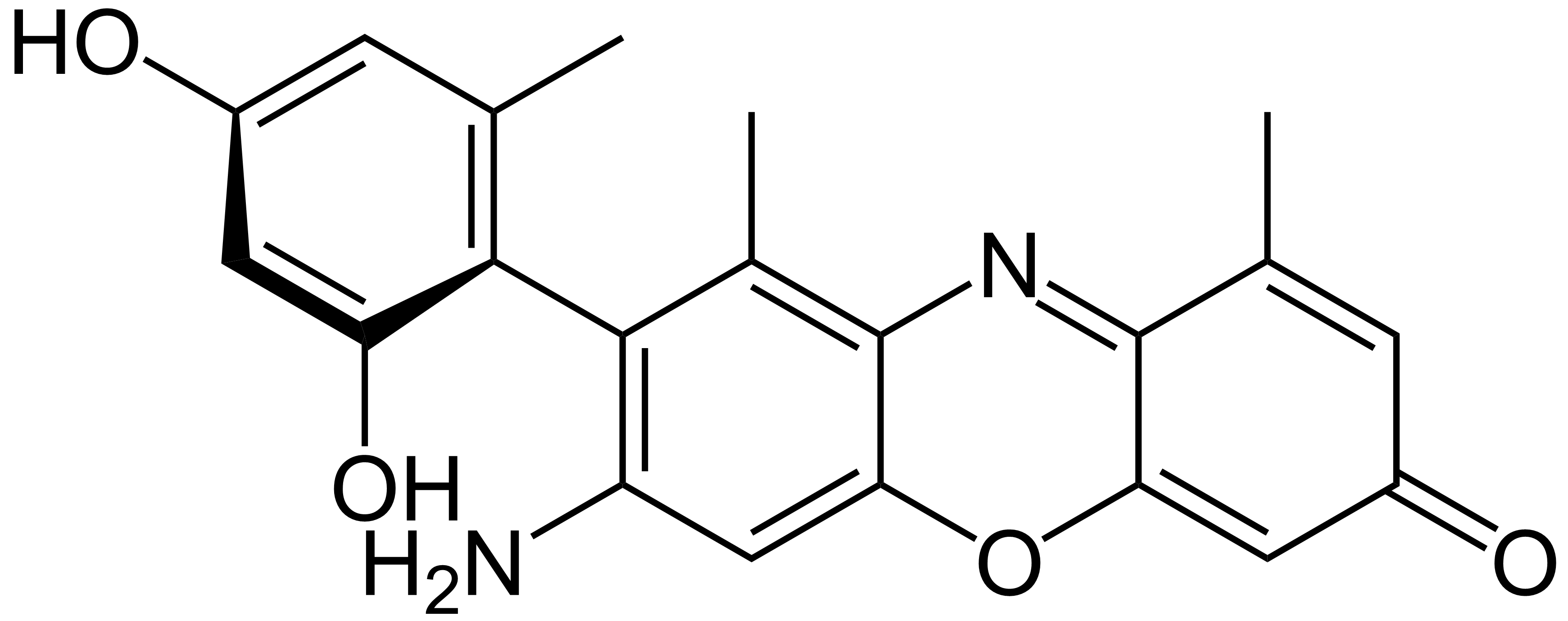
α-aminoorcein
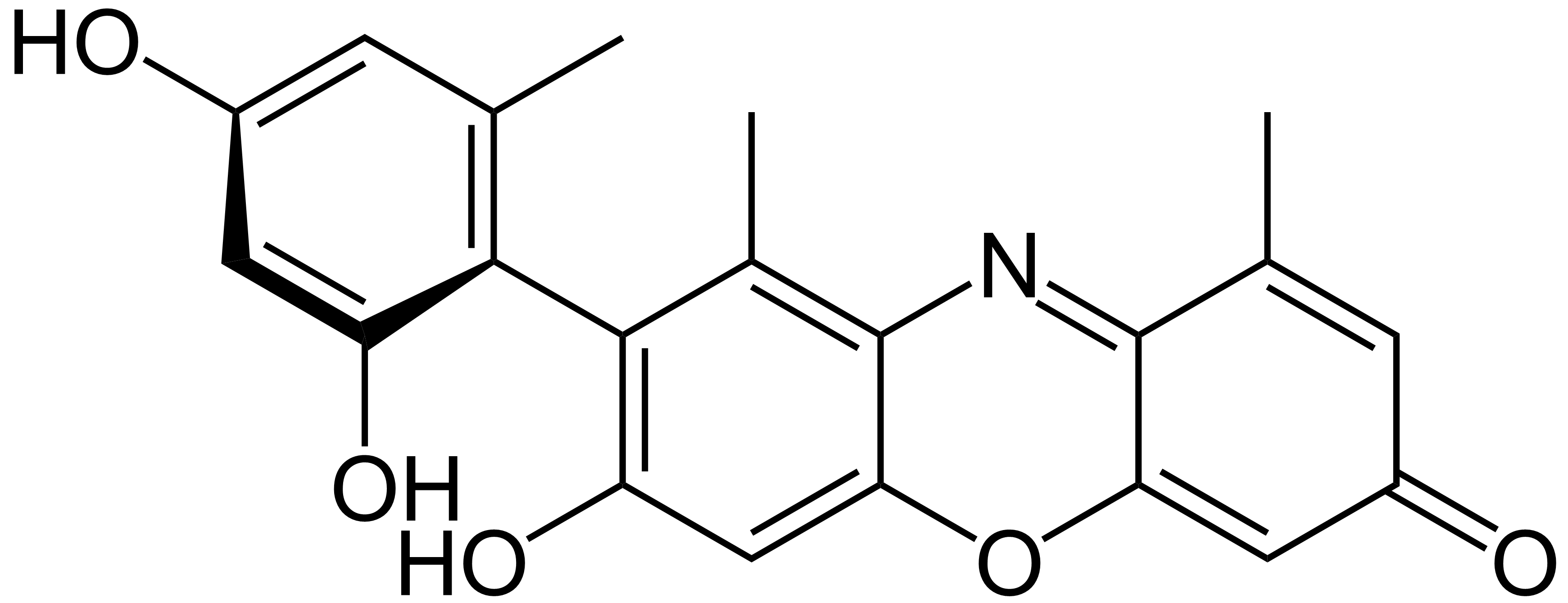
α-hydroxyorcein
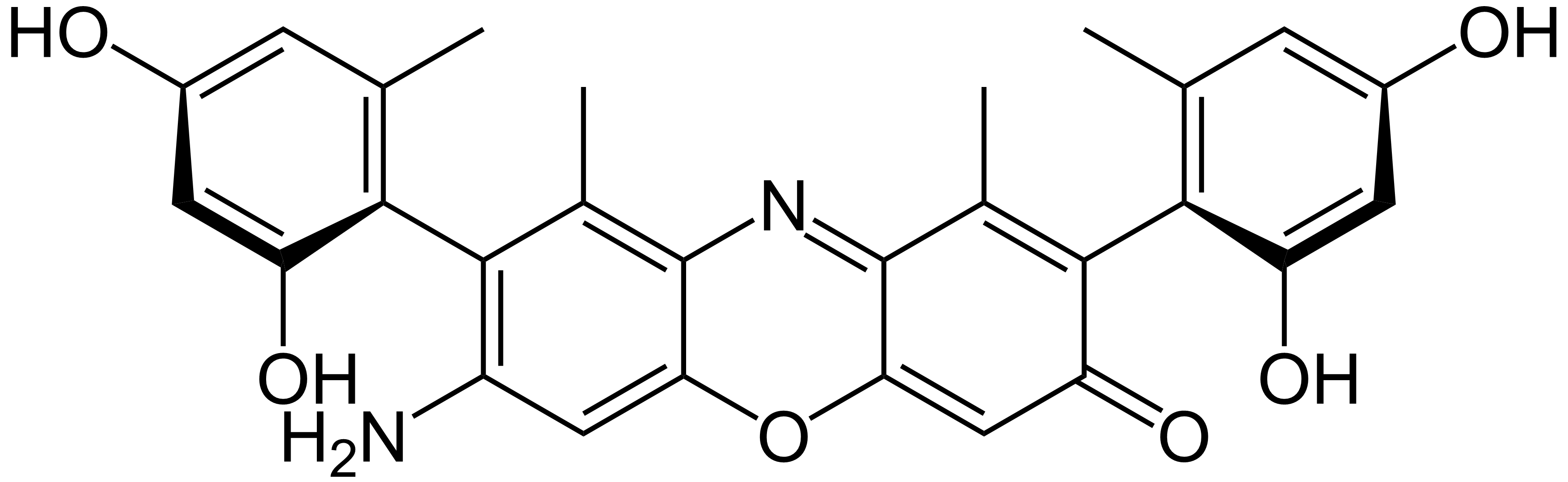
β-aminoorcein
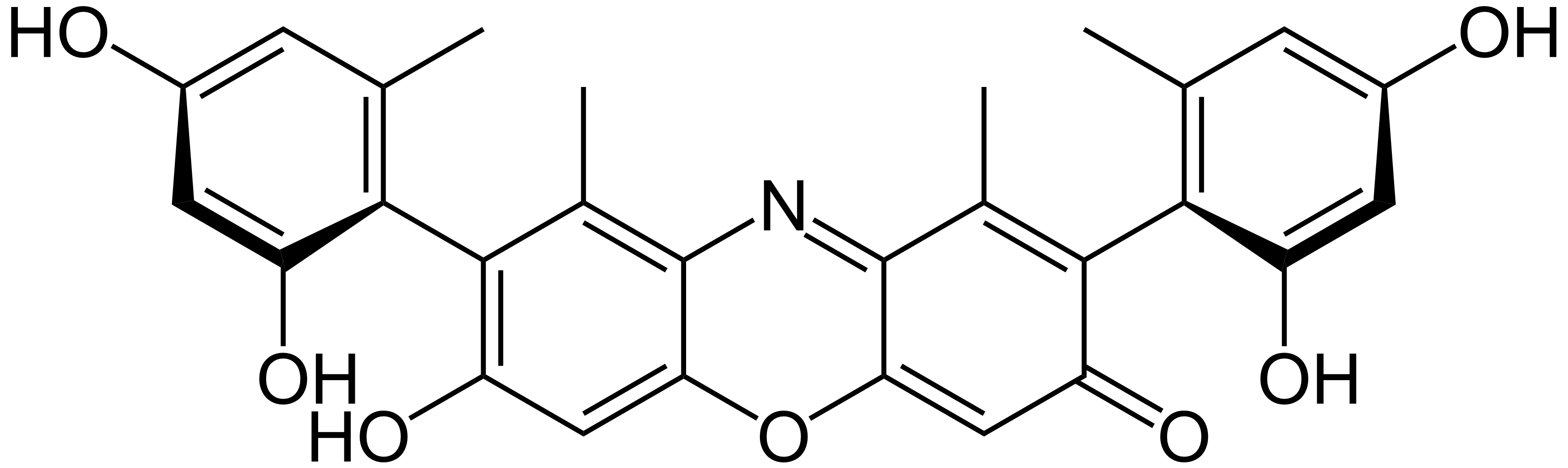
β-hydroxyorcein
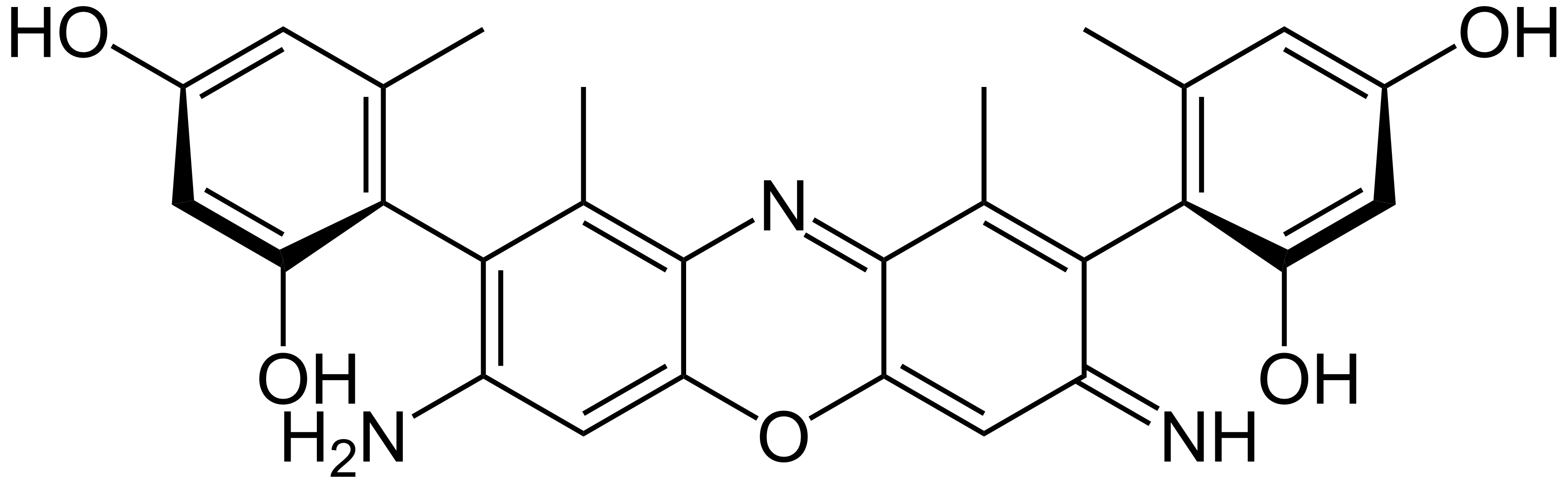
β-aminoorceinimin
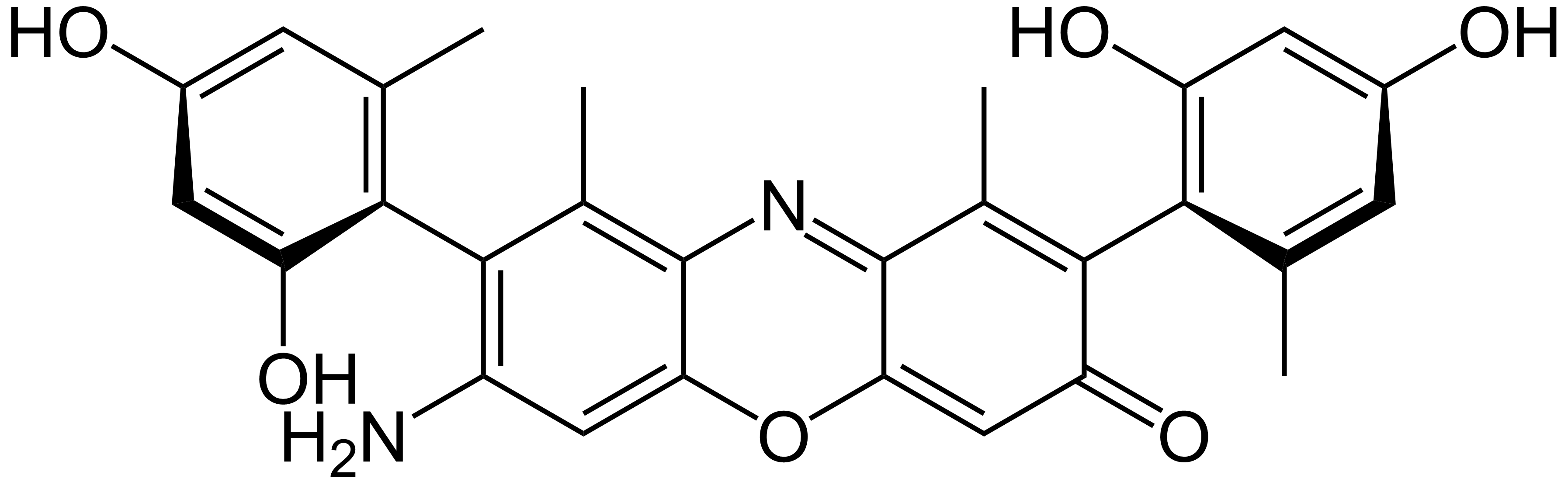
γ-aminoorcein
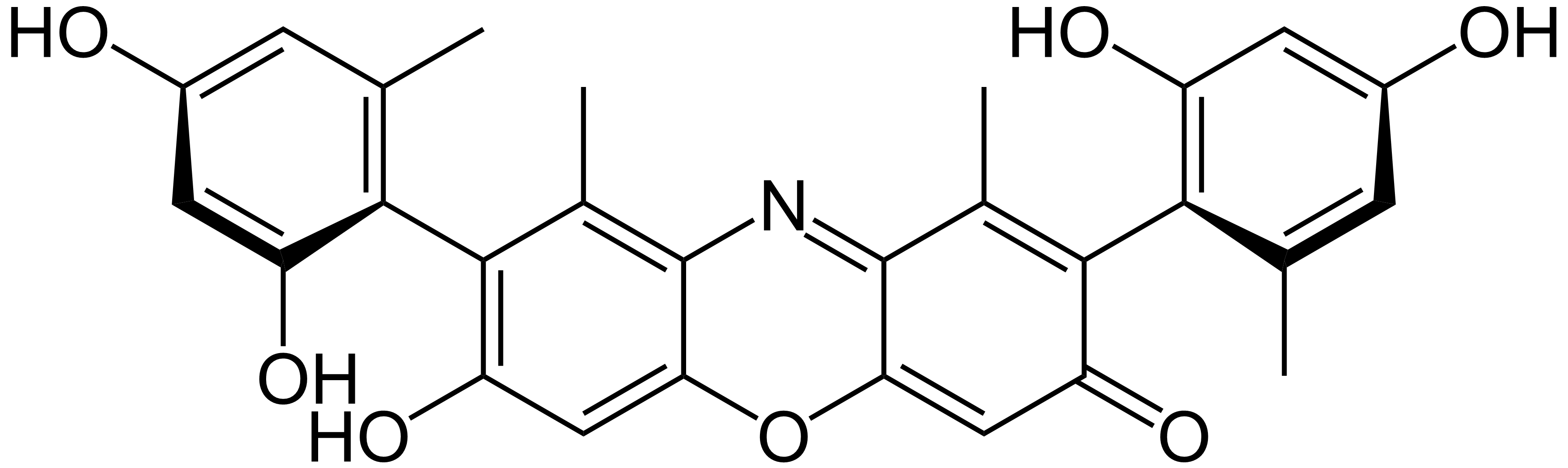
γ-hydroxyorcein
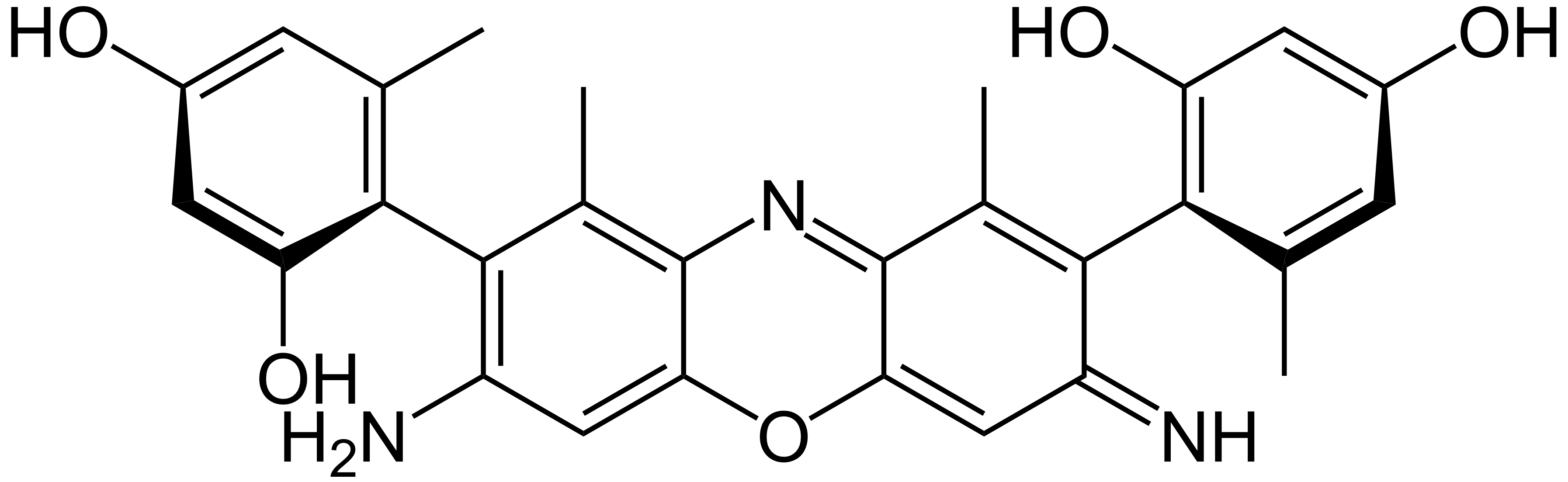
γ-aminoorceinimin